# Surname-i Hümayun
Das Surname-i Hümayun (osmanisch سورنامهٔ همايون İA Sūr-nāme-ʾi hümāyūn, deutsch ‚großherrliches Festbuch‘) oder „Festbuch Murads III.“ (türkisch III. Murad Surnamesi) ist ein illuminiertes Manuskript aus der Bibliothek des Topkapı-Palasts in Istanbul. Es beschreibt die Feierlichkeiten anlässlich der Beschneidung des Prinzen Mehmed, des Sohnes Sultan Murads III. Es enthält 250 Miniaturmalereien und ist eines der berühmtesten Manuskripte der Osmanischen Literatur.

## Entstehung
Im Jahr 1582 ordnete Sultan Murad III. ein Fest zur Feier der Beschneidung seines Sohnes, des zukünftigen Mehmed III. an, das 52 Tage und Nächte dauern sollte. Das kostbare Manuskript, das zu dieser Gelegenheit entstand, illustriert im Detail die Feierlichkeiten, Bankette, öffentlichen Speisungen, Paraden der verschiedenen Handwerkergilden der Stadt, Beschneidungsfeste für arme Kinder, verschenkte neue Kleider, Almosen und Schuldenerlasse. Das Manuskript enthält viele Informationen zum Alltag im Istanbul dieser Zeit.
Ein eigenes Kapitel ist der Entstehung des Buchs gewidmet. Demnach wurde es nach dem Ende des Fests vom Kalligrafen Intizâmî geschrieben, die Miniaturen stammen von Nakkaş Osman und seiner Werkstatt. Ein weiteres Dokument, verfasst 1588 von Seyyid Lokman b. Hüseyin, dem offiziellen Hofgeschichtsschreiber (şehnameci), gibt an, dass zur Belohnung das Gehalt der Künstler des Surname und Hünername erhöht wurde. Abschriften des Surname befinden sich unter anderem in der Bibliothek des Topkapı-Palasts (TSMK, Hazine, Inv.-Nr. 1344) und in der Österreichischen Nationalbibliothek zu Wien (Cod. H. O. 70).

## Miniaturen
Das Manuskript enthält 250 Miniaturen auf Doppelseiten. Die wichtigsten stellen die Zeremonien dar, die auf dem Platz des Hippodroms abgehalten wurden. Der Sultan beobachtet die Feierlichkeiten von seiner Loge im Ibrahim-Pascha-Palast, begleitet von den offiziellen Gästen.

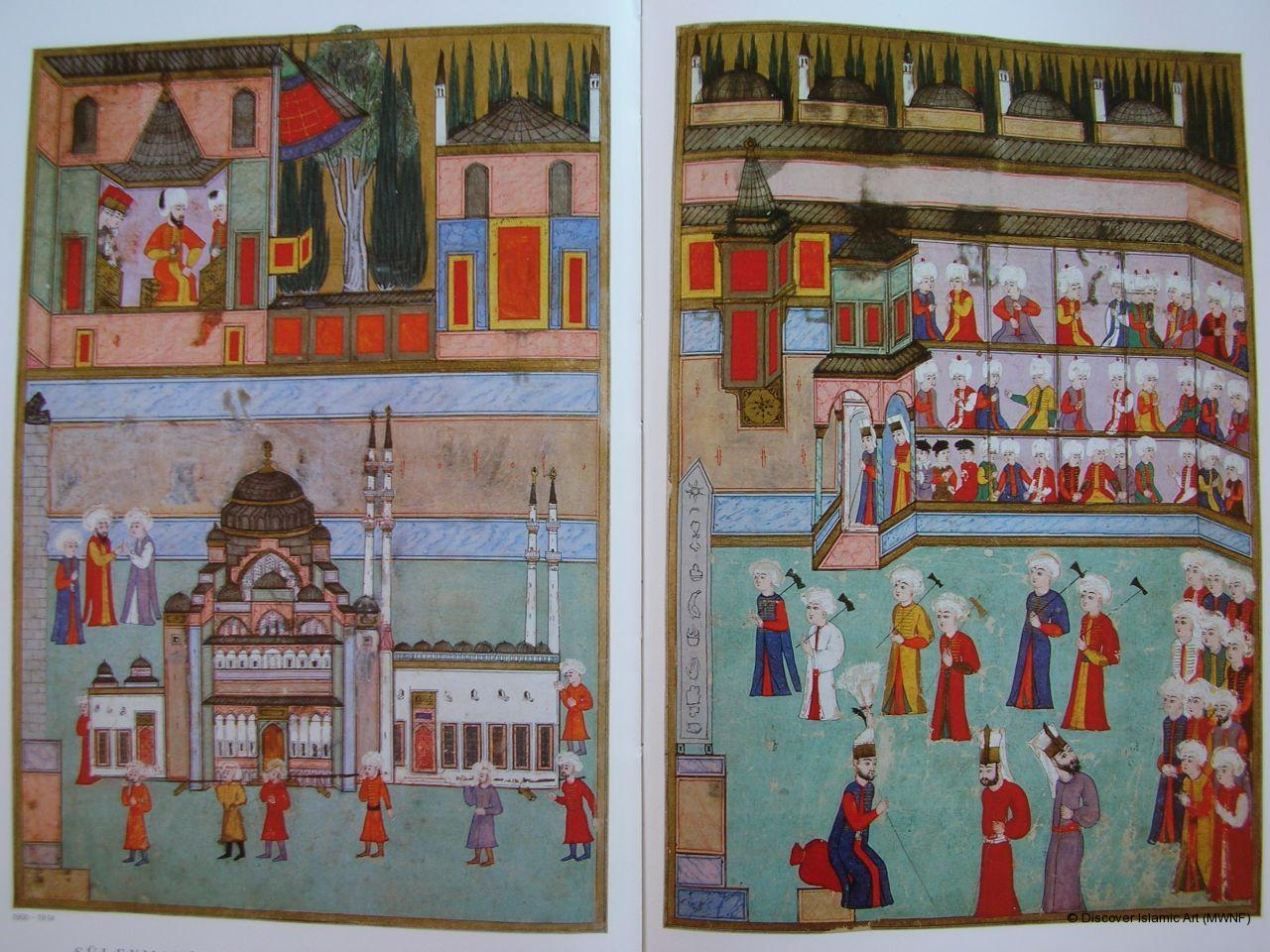
Parade der Architekten mit einem Modell der Süleymaniye-Moschee.
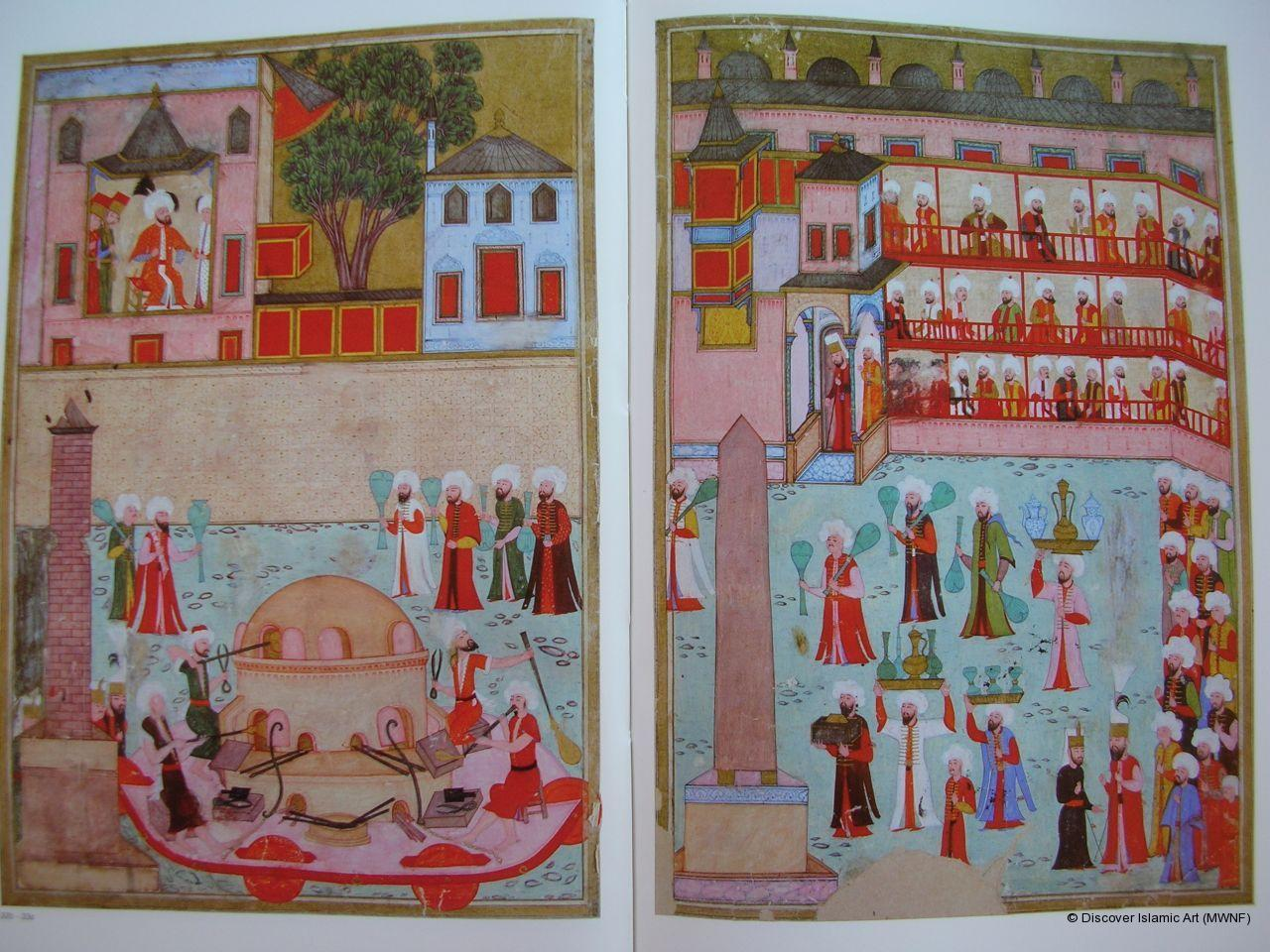
Parade der Glasbläser mit einem Schmelzofen.

Wie es seiner Rolle entspricht, wird der Sultan fast immer in der gleichen Position dargestellt, auf seinem Thron sitzend, nur die Farbe seiner Kleider variiert. Er verändert seine Haltung nur auf dem Bild, auf dem dargestellt ist, wie er Geld ins Volk streut (folio 46v-47r). Die anderen Teilnehmer sind immer auf der dem Sultan gegenüber liegenden Seite einer Doppelseite abgebildet, ihre Darstellung folgt der Hierarchie: Das einfache Volk (Reâyâ) befindet sich auf gleicher Höhe mit der Parade, die geladenen Gäste befinden sich auf drei Galerien, darunter Christen (die keine Turbane tragen), diese immer in der niedrigsten Galerie. Die Bildkomposition betont daher die Wahrnehmung von Hierarchie und die Gesellschaftsordnung des Osmanischen Reichs zu dieser Zeit.

## Das Surname-i Hümayun in der modernen Literatur
Das Surname-i Hümayun spielt eine wichtige Rolle im Roman Rot ist mein Name des türkischen Schriftstellers Orhan Pamuk.